# Šipka
Jaskinia Šipka – jaskinia krasowa w zboczu góry Kotouč (Národní sad), usytuowana ok. 1 km na południowy wschód od centrum Štramberka, na Morawach (Czechy). Jednocześnie stanowisko archeologiczne (pow. 29 hektarów) z okresu środkowego paleolitu, 9 stycznia 1960 r. ogłoszone pomnikiem przyrody.
Jaskinia powstała w skalnym zboczu, zbudowanym z wapieni wieku jurajskiego. Ma długość 45 m, znajduje się w niej komin wysoki na 7 m zakończony oknem skalnym, dzięki czemu jaskinia jest widna. W lewo od wejścia prowadzi długie na 15 m odgałęzienie nazywane Jazevčí díra, w prawo korytarz noszący nazwę Krápníková chodba. W głębszych partiach zachowane formy naciekowe.
Badania archeologiczne prowadzone były w latach 1879–1883 przez Karla Jaroslava Maškę. Wśród wielu wyrobów krzemiennych (ok. 3 tys. elementów, w tym kamienne pięściaki, noże i siekierki) zaliczanych typologicznie do musterienu, śladów ognisk, szczątków fauny (głównie niedźwiedzia jaskiniowego, ale również mamuta, nosorożca, konia, łosia czy renifera), znaleziono w niej także fragment żuchwy neandertalskiego dziecka. Łącznie wydobyto stąd ponad 80 000 kości.
Nieznana jest dokładna chronologia stanowiska, prawdopodobnie warstwy mustierskie można jednak wiązać z okresem początku interpleniglacjału ostatniego zlodowacenia (ok. 55–50 tys. lat temu). Jaskinia przypuszczalnie była zmiennie zamieszkiwana przez neandertalczyka i niedźwiedzia.
U wejścia do jaskini umieszczona jest tablica pamiątkowa poświęcona popularyzatorowi Sztramberka, doktorowi Adolfowi Hrstce, który przyczynił się do zagospodarowania i uprzystępnienia okolic jaskini.
Otoczenie jaskini porośnięte jest m.in. przez paprocie: zanokcicę skalną i murową, paprotkę zwyczajną i cienistkę Roberta. W 1896 znaleziono tutaj unikalnego przedstawiciela ryjkowcowatych – Hypera libanotidis, nigdy później już nie odnotowanego. W 1930 odkryto endemiczną odmianę niepylaka apollo – Parnassius apollo strambergensis, także później wymarłą w tym miejscu (w latach 1982–1992 Czeski Związek Ochrony Przyrody prowadził działania mające na celu jego reintrodukcję w okolicach miasta, do dawnego kamieniołomu Kamenárka).